# IQCE
IQCE‏ (IQ motif containing E) هوَ بروتين يُشَفر بواسطة جين IQCE في الإنسان.

## الوظيفة
- يشارك في تنظيم إشارات الكالسيوم داخل الخلية.
- قد يساهم في عمليات النمو العصبي، والاتصالات بين الخلايا العصبية.

- يتفاعل مع بروتينات أخرى تحتوي على نطاقات IQ، ما يشير إلى دور تكاملي في الإشارات العصبية.[3][4][5][6]

## الأهمية السريرية
لا توجد حتى الآن علاقة مؤكدة بين طفرات IQCE وأمراض بشرية محددة، لكن بعض الدراسات الجينية أشارت إلى احتمالية تورطه في اضطرابات النمو العصبي أو الاضطرابات النفسية مثل التوحد واضطرابات طيف الفصام، وهو ما يتطلب دراسات إضافية لتأكيده.

## جدول معلومات
| الخاصية        | القيمة                                                  |
| -------------- | ------------------------------------------------------- |
| الاسم الكامل   | IQ motif containing E                                   |
| الرمز الجيني   | IQCE                                                    |
| الموقع الجيني  | الكروموسوم 7، الذراع الطويلة، الموقع 7q21.3             |
| عدد الإكسونات  | 33                                                      |
| طول البروتين   | حوالي 1103 حمض أميني                                    |
| رمز UniProt    | Q8IYJ1                                                  |
| معرف NCBI Gene | 84203                                                   |
| التعبير الجيني | مرتفع في الدماغ (القشرة والمخيخ)، متوسط في القلب والغدد |
| البنية         | يحتوي على نطاقات IQ، تساهم في ارتباطه بالكالمدولين      |